# 장단
장단(차자: 長短)이란 국악에서 장구나 북과 같은 타악기로 일정한 리듬형을 반복하여 계속 쳐서 반주를 하는 것을 말한다. 기본형이 있지만 실제 연주에서는 무수한 변주가 일어난다. 국악의 대부분은 장고나 북 장단에 맞추어 노래부르거나 연주하게 되는데, 이때의 반주를 '장단친다'고 한다. 한편 농악과 같이 타악기가 주된 음악에서는 '장단친다'고 하지 않고 '쇠를 친다' 혹은 '풍물을 친다'고 한다.
예외적으로 범패는 장단 없이 부르는 성악곡이며, 수제천 같은 곡은 일정한 장단이 없다. 그 이유는 의식(儀式)진행의 느리고 빠름에 따라 느리게 연주할 수도 있고 빠르게 연주할 수도 있기 때문이다.
한국음악에서 장단은 그 쓰이는 음악에 따라서 정악 장단(正樂長短)과 민속악 장단(民俗樂長短)으로 크게 나눌 수 있다.

## 정악 장단
정악(正樂)에서 쓰이는 장단은 거의 장구로 친다. 많이 쓰이는 것을 들면 영산회상(靈山會相)에서 쓰이는 장단과 가곡에서 쓰이는 장단이다. 그 밖에 시조·취타(吹打) 및 궁중 연례악(宴禮樂)의 장단을 들 수 있다. 정악 장단에서 느린 음악에는 혼합박자가 많고, 보통빠르기의 음악에는 도드리가 많으며, 빠른 음악에는 타령이 쓰인다. 민속악에서는 흔히 굿거리 장단을 쓰는 데 반하여 정악에서는 도드리 장단을 쓴다.

### 상영산 장단
상영산 장단(上靈山長短)은 매우 느린 10박으로, 한 박을 2분음표로 표시하면 10/2박자이고, 한 박을 점4분음표로 표시하면 10/8+8+8 박자가 된다. 아주 느린 경우에는 20박으로 헤아리기도 한다. 상영산 장단은 영산회상의 상영산·중영산, 여민락 1장~3장, 보허자·보허사 1~4장에 쓰인다.

### 세령산 장단
세령산 장단(細靈山長短)은 상영산 장단과 같이 10박으로 구조는 같으나, 좀더 빨리 치므로 변주하여 친다. 한 박을 2분음표로 표시하면 10/2박자이고, 한 박을 점4분음표로 표시하면 10/8+8+8박자가 된다. 세영산 장단은 영산회상의 세영산, 가락더리, 여민락 4~7장, 보허사 5~7장에 쓰인다.

### 도드리 장단
도드리 장단(還入長短)은 정악에서 가장 많이 쓰이는 장단으로, 보통 빠르기의 6박이다. 한 박을 4분음표로 표시하면 6/4박이 된다. 도드리 장단은 상현도드리·하현도드리·밑도드리·윗도드리·염불도드리, 그리고 가사(歌詞)에서 백구사·춘면곡·건곤가·어부사·황계사·길군악·수양산가·매화타령에 쓰인다. 민속음악에서도 도드리 장단이 잡가(雜歌) 장단에 쓰인다. 도드리 장단은 악곡에 따라 치는 법이 다른데, 상현도드리·하현도드리에 쓰이는 것, 밑도드리·윗도드리에 쓰이는 것, 염불도드리에 쓰이는 것, 가사인 백구사·춘면곡·건곤가·어부사·황계사·길군악·수양산가에 쓰이는 것, 매화타령에 쓰이는 것이 있다.

### 취타 장단
행진에 쓰이는 음악(行樂)에는 대취타·취타·길군악·길염불·길타령 등 여러 장단이 쓰인다. 이 중에서 취타 장단은 12박이다. 한 박을 4분음표로 나타내면 12/4박자가 된다(보표예 5 가). 길군악(折花)은 8박으로, 한 박을 4분음표로 나타내면 8/4박자이다(보표예 5 나).

### 가곡 장단
가곡(歌曲)에서 초수대엽·이수대엽·중거·평거 등 가곡 전바탕 중에 편락(編樂)·편수대엽(編數大葉)·언편(言編)을 제외하고 모두 매우 느린 16박 장단으로 되었다. 한 박을 4분음표로 나타내면 16/4박이 된다. 이 장단은 고악보(古樂譜)의 16정간과 같은 형태로 되었다. 편락·편수대엽·언편은 보통 빠르기의 10박으로 되었다.

### 가사 장단
가사장단(歌詞長短)은 십이가사 가운데 백구사·춘면곡·건곤가·어부사·황계사·길군악·수양산가·매화타령은 6박 도드리이고, 상사별곡·처사사·양양가는 5박 장단인데, 한 박을 4분음표로 표시하면 5/4박자이다. 권주가는 불규칙 장단이다.

### 시조 장단
시조장단(時調長短)은 시조 장단은 5박 장단과 8박 장단이 교대하여 쓰인다. 한 박을 4분음표로 나타내면 5/4박과 8/4박이 된다.

## 민속악 장단
민속악(民俗樂)에서는 잡가·민요의 장단은 장구로 치고, 판소리 장단은 소리북으로 치며, 입창의 장단은 소고(小鼓)로 친다. 민속 기악곡은 모두 장구로 친다. 판소리·산조·남도 잡가·남도 입창·남도 민요는 진양·중모리·중중모리·자진모리 장단이 많이 쓰이고 경기 무용음악·경서도 입창·경서도 잡가·경서도 민요는 도드리·굿거리·타령·세마치 장단이 많이 쓰인다. 각 지방 농악·무속음악의 장단은 어느 지방이나 굿거리형이 중심이 되며, 한편 지방마다 독특한 장단으로 별로 알려지지 않은 것이 많다.

### 굿거리
세마치 장단과 함께 민속악에서 가장 많이 사용되는 12박 장단으로, 민요, 산조, 판소리, 무속음악/무악, 무용 음악 등 국악 전반에 걸쳐 광범위하게 사용되고 있다. 구음은 '덩기덕 쿵 더러러러 쿵기덕 쿵 더러러러'이다.

### 도드리
궁중음악과 민속음악에 두르 쓰이는 장단으로 쓰이는 용도에 따라서 장단이 변한다. 영산회상 가운데 도드리류 곡에서는 8/18박자나 6/4 박자로 쓰이고 가사 〈춘면곡〉, 〈죽지사〉 등에서는 8/18박자 판소리에 서는 6/2박자가 도드리 장단으로 쓰인다. 외에 무용 반주 장단으로 는〈처용무〉, 〈포구락〉, 〈가인전목단〉과 같은 궁중무용이나, 경기 무속 무용, 삼현육각 반주에의한 삼현도드리 등도 도드리 장단으로 연주한다. 이 장단으로 된 음악은 장중하고 완만하며 꿋꿋한 느낌을 준다.

### 세마치
국악에서 쓰이는 장단으로 여러 가지 장단형이 있으나, 흔히 말하는 세마치는 경기 민요와 같이 조금 빠른 3박의 장단형이다. 이 장단은 3분 박으로 나뉘므로 보통 9/8박으로 적는다. 세마치 기본 장단의 구음은 '덩덩덕쿵덕'이다.

세마치장단 정간보(수덩기덕편)
수우 덩 - 기덕 수 더러러러러 쿵 - 수덩 수 더러러러 수우 덩 - - 수 - 덩 - 쿵 덕 - 수 - 덕 - 수더더덕 수 - 덕 - 수더덕덕
세마치장단 정간보(수덩기덕편)은 다양하게 변형하여 칠 수 있다.

### 엇모리
엇모리(전라도 방언: 엇머리)는 일정한 박자가 계속 반복되는 장단이 아니라 빠른 3박과 2박이 혼합된 10박의 특이한 장단이다. 치는 법은 '더엉궁 따악 구웅 궁 따악'이다. 판소리, 산조 등에 쓰인다.
엇모리는 중·도사·범·장수 등 특수 인물이 나오는 대목에서 쓰이며 유명한 대목은 〈심청가〉의 중 내려오는데 〈흥보가〉의 중 내려오는 데, 〈적벽가〉의 자룡이 나오는 데, 〈수궁가〉의 도사 나오는 데이다...

### 자진모리
국악의 판소리·산조에서 쓰이는 비교적 빠른 12박의 장단이다. 1박을 8분음표로 나타내면 8분의 12박자가 된다. 그러나 일반적으로 3박을 묶어 1박으로 치기 때문에 4박이 한 장단이 된다. 치는 법은 '덩 쿵 쿵덕쿵'이다.
자진모리는 어느 것을 길게 나열하거나 극적이고 긴박한 대목에 쓰인다. 자진모리 장단으로 유명한 대목은 〈춘향가〉의 나귀안장·술상 차리는 데·신연맞이·어사출도, 〈심청가〉의 좇느질·심봉사 물에 빠지는 데·인당수 바람 부는 데 〈흥보가〉의 놀보심술, <적벽가>의 자룡이 활 쏘는 데·적벽가 불지르는 데이다.

### 중모리
국악 장단의 하나로, 판소리·산조·민요 등에 쓰이는 12박 장단이다. 보통 빠르기의 12박으로 대개 1박을 4분음표로 나타내어 12/4박자로 적는다. 치는 법은 '덩 궁 딱 궁 딱 딱딱 궁 궁 딱 구 웅 궁'이다. 판소리에서 중모리는 서술적인 대목이나 서정적인 대목에서 쓰인다. 중모리 장단으로 부르는 유명한 대목은 〈춘향가〉의 쑥대머리, 〈흥보가〉의 가난타령 등이 있다.

### 중중모리
중중모리는 흥겨운 대목에 많이 쓰이고 때로는 몸부림치며 통곡하는 대목에 쓰인다. 중중모리 장단으로 부르는 유명한 대목은 〈춘향가〉의 기산영수·자진사랑가·춘향 어머니 나온다·군로사령·어사와 장모, 〈심청가〉의 심봉사 통곡·아기 어르는데·봉사들 춤추는 데, 〈흥보가〉의 겨울동자 걸거자·제비 노정기·제비 후리러 나가는 데, 〈수궁가〉의 토기화상·가자 어서가·고고천변 등이 있다.

### 진양조
진양 또는 진양조는 판소리·산조에 쓰이는 가장 느린 장단이다. 6박(拍)이 한 각(刻·脚)이 되고 4각이 모여 한 장단(24박)이 된다. 제1각은 미는 소리에, 제2각은 다는 소리에, 제3각은 맺는 소리에, 제4각은 푸는 소리에 치는데, 소리의 맺고 푸는 데 따라 각의 수효는 넘나든다. 진양 장단으로 부르는 소리는 한가하고 유유하거나 장엄하고 유장하거나 우는 서정적인 대목에서 많이 불린다. 진양 장단으로 부르는 유명한 대목은 〈춘향가〉의 적성가(赤城歌), 긴 사랑가, 옥중가(獄中歌), 〈심청가〉의 범피중류, 〈적벽가〉의 고당상(高堂上) 등이 있다.

### 휘모리
휘모리(전라도 방언: 휘머리)는 이름에서도 알 수 있듯이 회오리 바람처럼 매우 빠르게 휘몰아치는 장단이다. 첫 박은 덩을 크게 치고, 제3박 후반을 채로 강하게 친다. 4/4박자나 12/8박자로 적는다. 4박이며 치는 법은 '덩 덩 쿵덕 쿵'이다. 판소리·산조에서 쓰이는 가장 빠른 장단이다.
휘모리 장단은 매우 분주한 대목에서 쓰인다. 휘모리 장단이 쓰이는 유명한 대목은 〈춘향가〉의 신연맞이 끝에,〈흥보가〉의 흥보 박 타는 데 등이 있다.

### 엇중모리
판소리에서 쓰이는 장단의 하나로 보통 빠르기의 6박이다. 치는 법은 '덩 궁 딱 궁 딱 궁'이다. 엇중모리는 윗사람이 사연을 아뢰는 대목이나 판소리의 맨 끝 대목에 쓰인다. 유명한 대목은 〈춘향가〉의 "회동성참판 영감께서"와, 〈수궁가〉의 "이내 근본을 들어라"이다.